# جيمس سوتون
جيمس كوك (بالإنجليزية: James Cook)‏ المعروف باسم جيمس سوتون (بالإنجليزية: James Sutton)‏ هو ممثل إنجليزي. ولد في 31 يناير 1983 في سوتون كولدفيلد، المملكة المتحدة. اشتهر بلعب دور جون بول ماكوين في المسلسل التلفزيوني «هوليوكس» ورايان لامب في المسلسل التلفزيوني «إيميرديل».

## فيلموغرافيا
| سنة                         | لقب                 | دور            | ملاحظات                    |
| --------------------------- | ------------------- | -------------- | -------------------------- |
| 2006                        | المحاكمة والقصاص    | باري ميلن      | الحلقة: "خطايا الآب"       |
| 2006                        | دريم تيم 80s        | تيري جلوفر     |                            |
| 2006–2008، 2012–2017، 2019– | هوليوكس             | جون بول ماكوين | دور منتظم (474 حلقة)       |
| 2008                        | ضحية                | ايلي تايلور    | الحلقة: "فعل الشيء الصحيح" |
| 2009-2011                   | إيميرديل            | ريان لامب      |                            |
| 2012                        | سكوت وبيلي          | جافين بيشوب    | السلسلة 2، الحلقة 6        |
| 2012                        | هولبي سيتي          | فلويد شيبرد    | الحلقة: "عمل المرأة"       |
| 2012                        | بدلام               | آندي           | السلسلة 2                  |
| 2020                        | هوليوكس في وقت لاحق | جون بول ماكوين | 2020 خاص                   |

## روابط خارجية
- جيمس سوتون على موقع IMDb (الإنجليزية)
- جيمس سوتون على موقع قاعدة بيانات الفيلم (الإنجليزية)